# 漢諾威CL攻擊機
漢諾威CL攻擊機是在第一次世界大戰時由德國漢諾威飛機公司(德文:Hannoversche Waggonfabrik)研製的雙翼攻擊機，CL原本是指比一般偵察機（代號為C）輕巧的雙座機，原本是用作為偵察機提供直接的護航，但後來發展成為對地攻擊機尤其以其後座機槍作為居高臨下的機槍火力點。
漢諾威公司原是一家專門從事製造火車車廂的工廠，當第一次世界大戰爆發後的1915年開始生產飛機零件，1916年開始成立飛機研製部門，漢諾威公司造飛機的優勢是由於要造火車車廂而存有大批木材和大批熟手的木匠，漢諾威CL攻擊機也因此被稱為飛行車廂。

## 基本資料(漢諾威CL-II攻擊機)
- 機長：7.8米
- 翼展：11.95米
- 機高：2.75米
- 空重：750公斤
- 載重：1110公斤
- 翼面積：33.8平方米
- 發動機：1俱Argus As III汽缸直立型水冷式發動機（馬力=180匹）
- 昇限：7500米
- 最快時速：165公里/小時
- 武裝：2支7.92毫米口徑IMG-08機槍(一支在機頭，另一支在機後)
- 乘員：2人(飛行員+後方機槍手/觀察員)

## 主要型號
- 漢諾威CL-II攻擊機

基本型
- 漢諾威CL-III攻擊機

對地攻擊強化型，後座機槍增至兩挺
- 漢諾威CL-IV攻擊機
- 漢諾威CL-V攻擊機

## 發展簡史和設計特點
1916年在西線戰場，信天翁C偵察機等雙座偵察機面對著重大的損失，偵察機部隊需要一種屬於他們自己的護航戰鬥機，因為單座戰鬥機並不是隨傳隨到，德國軍方開出要求：
- 採用160至180匹馬力的發動機
- 重量要比一般雙座偵察機輕150至200公斤

應軍方要求的是兩間公司，漢諾威和哈巴斯特，後來兩間公司的出品都能滿足在3000米之下的空戰和在機翼下掛載炸彈的能力，經過評比後發現兩者都是不相伯仲，漢諾威CL攻擊機比哈巴斯特CL攻擊機的速度和後座機槍的射擊靈活度較佳，哈巴斯特CL攻擊機的飛行機動性和座艙舒適度又比漢諾威CL攻擊機要好，結果雙方都獲得採用。
漢諾威CL攻擊機如同信天翁D戰鬥機一樣採用水滴以減少空氣阻力，而其最特別就是有上下兩層的水平尾翼。

## 實戰
1917年8月，漢諾威CL攻擊機開始裝備部隊並且成立了護航中隊，面對協約國的單座戰鬥機時，漢諾威CL攻擊機的空戰能力也不輸給它們，之後也有裝備給狩獵中隊以和德國人自己的單座戰鬥機相比，得出的結論就是:
非常靈活，在速度和爬升率方面和單座的信天翁D戰鬥機相當。
漢諾威CL攻擊機之後也用於夜間空戰去截擊企圖借黑夜去偷襲德軍佔區的英法轟炸機。
但漢諾威CL攻擊機最善長的是對地攻擊，1917年9月6日，德軍借漢諾威CL攻擊機及時得知英軍發動索姆河戰役，大批漢諾威CL攻擊機和哈巴斯特CL攻擊機用炸彈和後座機槍攻擊英軍，估計這樣就阻止一個師的英軍進攻，之後德軍成立了攻擊中隊，每個中隊有4至6架漢諾威CL攻擊機或哈巴斯特CL攻擊機並部署在前線，隨時起飛去作空中火力支援，同年11月30日，康布雷戰役，漢諾威CL攻擊機和哈巴斯特CL攻擊機也成為德軍反攻的利器。
1918年春天，德軍借著新推出的漢諾威CL-III攻擊機發動大攻勢，漢諾威CL-III攻擊機進一步加強對地攻擊火力，其後座機槍加至兩挺，這時德軍已有38個攻擊中隊，他們去攻擊協約國軍隊的機場、炮兵陣地和補給線等目標，為德軍的地面攻勢掃除障礙，而當1918年11月11日，第一次世界大戰正式結束時在西線和德國仍有大約200架漢諾威CL攻擊機或哈巴斯特CL攻擊機，這些飛機後來很多被改成民用飛機。

## 使用國家
- 德意志帝國
- 拉脫維亞
- 挪威